# 智利國家美術博物館
智利國家美術博物館（西班牙語：Museo Nacional de Bellas Artes）位於智利首都圣地亚哥，是智利的三個國家博物館之一（另外兩個是国家自然历史博物馆和國家歷史博物館）。

## 历史
於1880年9月18日正式成立，是拉丁美洲第一家藝術博物館。博物館最初名為國家繪畫博物館（Museo National de Pinturas）。目前的建築又稱為美術宮 (Palacio de Bellas Artes)，為一座法國新古典樣式建築，建於1910年，是為了紀念智利獨立一百週年，由法國裔智利建築師埃米爾·耶奎爾設計。2009年共有386,714名遊客造訪。
該建築在1960年智利地震中受損，之後建築物進行了抗震升級。

## 外部連結
- Museo Nacional de Bellas Artes （页面存档备份，存于）
- Virtual Tour in 360° view of Museo Nacional de Bellas Artes | Flip360

33°26′7.15″S 70°38′36.81″W / 33.4353194°S 70.6435583°W